# San Martín de Pusa

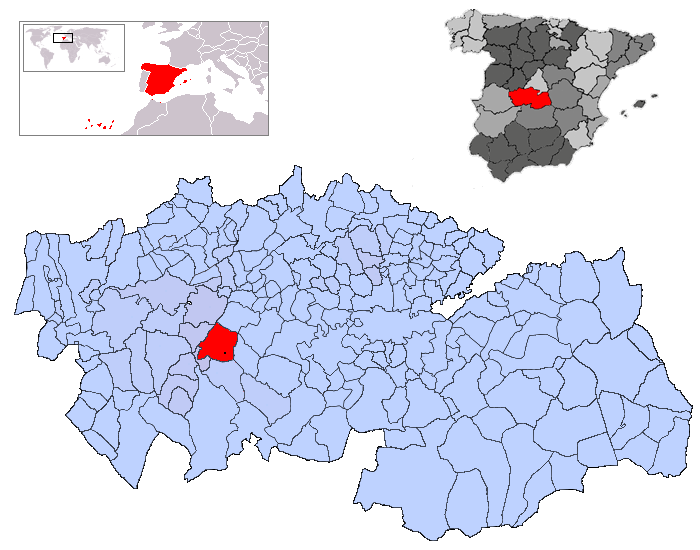
Localização de San Martín de Pusa

San Martín de Pusa é um município da Espanha na província de Toledo, comunidade autónoma de Castilla-La Mancha, de área 104 km² com população de 825 habitantes (2006) e densidade populacional de 7,47 hab/km².

## Demografia
| Variação demográfica do município entre 1991 e 2004 | Variação demográfica do município entre 1991 e 2004 | Variação demográfica do município entre 1991 e 2004 | Variação demográfica do município entre 1991 e 2004 |
| --------------------------------------------------- | --------------------------------------------------- | --------------------------------------------------- | --------------------------------------------------- |
| 1991                                                | 1996                                                | 2001                                                | 2004                                                |
| 818                                                 | 798                                                 | 786                                                 | 784                                                 |